# Neuenreuth (Thiersheim)

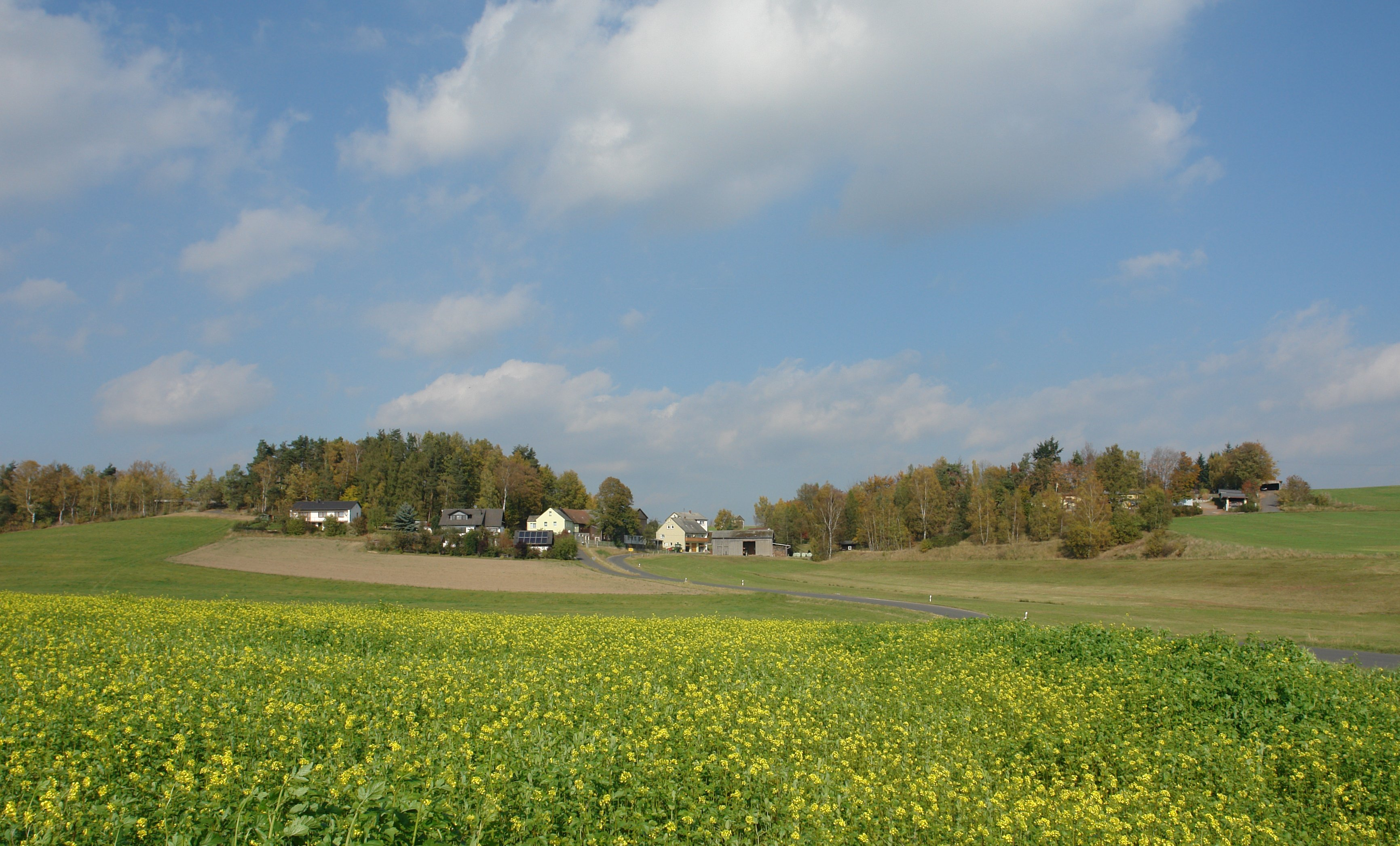
Neuenreuth – Blick von Süden

Neuenreuth ist ein Gemeindeteil des Marktes Thiersheim im Landkreis Wunsiedel im Fichtelgebirge (Oberfranken, Bayern).

## Geographie
Das Dorf liegt im Fichtelgebirge, etwa 6 km von der deutsch-tschechischen Grenze entfernt. Ortschaften in der unmittelbaren Nachbarschaft sind (im Uhrzeigersinn): Thiersheim, Braunersgrün, Birkenbühl, Schwarzteich, Neudürrlas, Altdürrlas, Kothigenbibersbach und Stemmas.

## Geschichte
Neuenreuth wurde im Jahr 1495 erstmals urkundlich erwähnt. Zum Dorf gehörten damals sechs Höfe. Ab dem Jahre 1818 (bzw. 1824) bildete Neuenreuth mit Stemmas und dem Weiler Altdürrlas eine Gemeinde. Wahrscheinlich war Neuenreuth zunächst Gemeindesitz, der um 1857/60 nach Stemmas verlegt wurde. Am 1. Januar 1977 wurde die Gemeinde Stemmas in den Markt Thiersheim eingegliedert.

## Wirtschaft
Neuenreuth ist im Wesentlichen landwirtschaftlich geprägt mit vier Voll- und drei Nebenerwerbsbetrieben (Juni 2005). Weiterhin  Im Ort befinden sich ein Hersteller von Betonfertigteilen, zwei Autowerkstätten und eine Gaststätte.